# Умјесто глупости
Умјесто глупости је други албум Миладина Шобића, који је објавио Дискотон 1982. године.

## Списак песама
| #   | Назив                   | Аутор(и) | Трајање |
| --- | ----------------------- | -------- | ------- |
| 1.  | Ђон                     |          |         |
| 2.  | Ципеле нове             |          |         |
| 3.  | Умјесто глупости        |          |         |
| 4.  | Опет криви тип          |          |         |
| 5.  | Светозара Марковића 39  |          |         |
| 6.  | Храм љубави             |          |         |
| 7.  | Невјернице              |          |         |
| 8.  | Чета луђака             |          |         |
| 9.  | Жељезничке туге         |          |         |
| 10. | Не покушавај мјењат' ме |          |         |